# Piano Urbano del Traffico
Il Piano Urbano del Traffico (anche abbreviato come PUT), previsto dall'art. 36 del nuovo Codice della strada, è obbligatorio per i comuni con più di 30 000 abitanti ed è costituito da un insieme coordinato di interventi per il miglioramento delle condizioni della circolazione stradale nell'area urbana, dei pedoni, dei mezzi pubblici e dei veicoli privati, realizzabili e utilizzabili nel breve periodo e nell'ipotesi di dotazioni di infrastrutture e mezzi di trasporto sostanzialmente invariate.
Il PUT si articola di tre livelli di progettazione (secondo le Direttive Ministeriali del '95):
- PGTU: primo livello di progettazione inteso come preliminare relativo all'intero centro abitato (viabilità principale e locale);
- PPTU: secondo livello, che sta per piano particolareggiato, inteso come progetto di ambiti più complessi;
- PETU: terzo livello, che sta per piano esecutivo, e si tratta dei progetti esecutivi prescritti nella fase precedente.